# Premier hôpital de la ville de Belgrade
Le premier hôpital de la ville (en serbe cyrillique : Прва варошка болница ; en serbe latin : Prva varoška bolnica) est une institution de santé située à Belgrade, la capitale de la Serbie, dans la municipalité urbaine de Stari grad. Construit en 1868, il est inscrit sur la liste des biens culturels de la ville de Belgrade.

## Présentation
L'hôpital, situé 19 rue Džordža Vašingtona, a été construit en 1868 d'après des plans de Jovan Frencl et destiné à devenir le premier hôpital de Belgrade. Avec le bâtiment qui abrite aujourd'hui l'Université de Belgrade, il représente le meilleur exemple du style néoromantique à Belgrade. Il témoigne également du développement de la protection médicale dans la capitale serbe. L'hôpital a été édifié à l'initiative du prince Michel Obrenović et a été financé par les donations des juristes de la Société serbe.
L'édifice se caractérise par sa simplicité, à la fois dans le traitement des façades et dans l'usage modéré de la décoration aussi bien à l'extérieur qu'à l'intérieur.

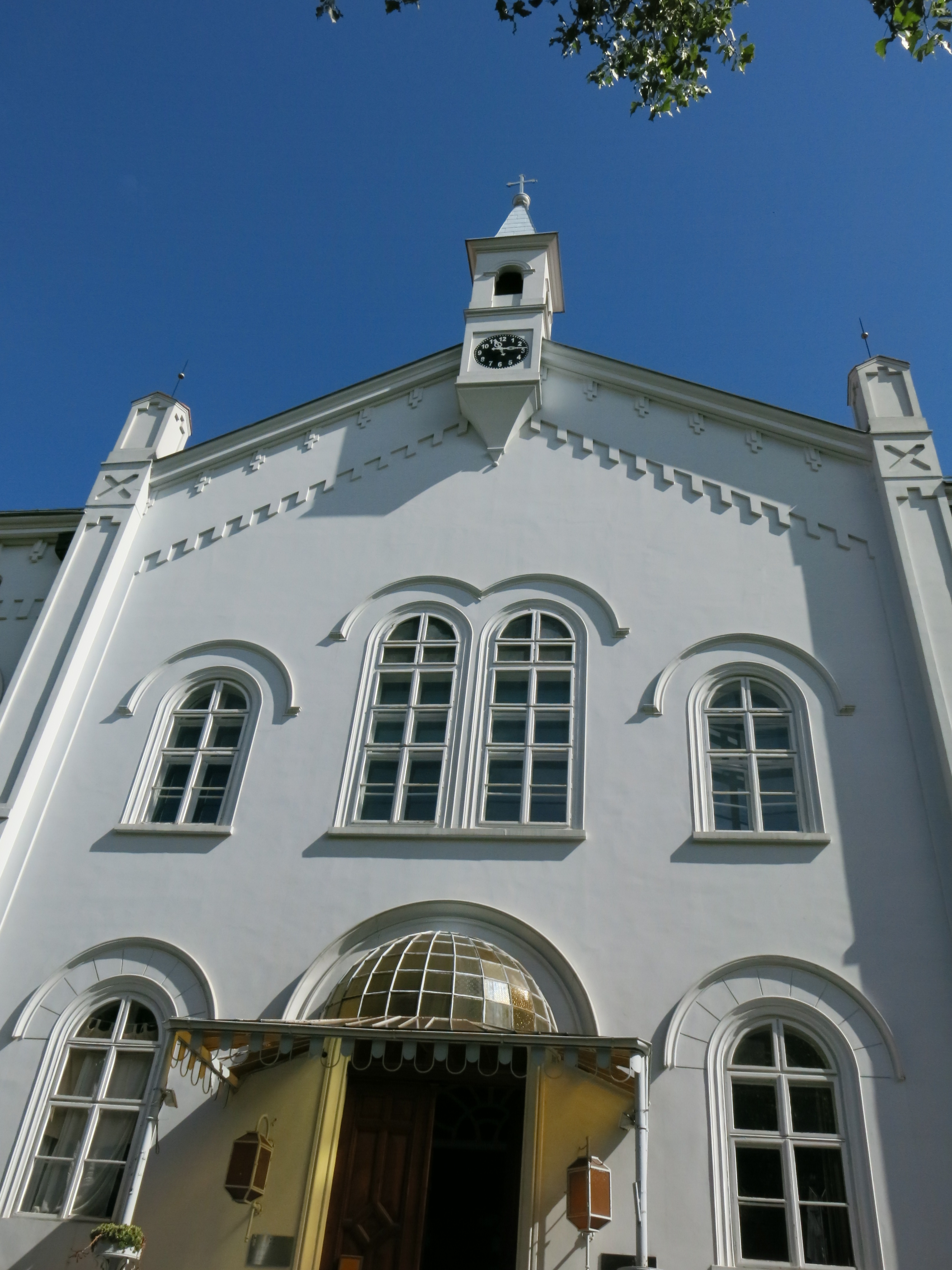
Détail de l'entrée